# Mont Arci
Le mont Arci est une montagne d'origine volcanique située dans la plaine du Campidano en Sardaigne. Lors d'une phase éruptive, il y a 3,2 millions d'années, plusieurs coulées d'obsidienne se sont produites.
Les communes qui se trouvent autour du massif sont : Siris, Masullas, Morgongiori, Ales, Pau, Villa Verde, Usellus, Palmas Arborea, Villaurbana, Santa Giusta, Marrubiu.

## Commerce antique
L'obsidienne était une ressource importante, exploitée depuis les premières phases du Néolithique ancien : il s'agit d'un verre naturel d'origine volcanique, formé à la suite du refroidissement rapide de magma liquide au cours des coulées de lave plus récentes du Cénozoïque. Certaines coulées sardes remontent à 5,2 millions d'années, celle du mont Arci est plus récente. L'obsidienne est présente dans divers affleurements situés autour de la montagne. C'est l'un des quatre gisements uniques de la Méditerranée occidentale, avec les îles de Pantelleria, Lipari et Palmarola. C'est pourquoi, dès le Néolithique ancien, l'obsidienne du mont Arci commence à être exportée en dehors de l'île, en Corse, dans le centre-nord de l'Italie et même dans le Sud de la France.